# Dragoș-Nicolae Dumitrache
Dragoș-Nicolae Dumitrache (ur. 7 grudnia 1964) – rumuński szachista, mistrz międzynarodowy od 1987 roku.

## Kariera szachowa
W latach 90. należał do ścisłej czołówki rumuńskich szachistów. Dwukrotnie zdobył medale indywidualnych mistrzostw kraju: złoty (1991) oraz brązowy (1994). Był dwukrotnym uczestnikiem szachowych olimpiad (1994, 1996), reprezentował również narodowe barwy na drużynowych mistrzostwach Europy w 1989 r., na których rumuńscy szachiści zajęli VI miejsce.
Odniósł szereg sukcesów w turniejach międzynarodowych, m.in.:
- I m. w Münsterze (1993),
- I m. w Budapeszcie (1993, turniej First Saturday FS03 IM),
- dz. I m. w Egerze (1993, wspólnie z m.in. Lajosem Seresem),
- dz. I m. w Timișoarze (1994, wspólnie z Radosem Bakiciem),
- dz. I m. w Paksie (1997),
- dz. I m. w Sautron (2001, wspólnie z Sandorem Videkim),
- dz. II m. w Bijeljinie (2002, dz. II m. za Vlatko Bogdanovskim, wspólnie z Constantinem Ionescu),
- I m. w Bukareszcie (2003),
- dz. II m. w Avoine (2003, za Andreiem Istrățescu, wspólnie z m.in. Manuelem Apicellą),
- dz. II m. w Creon (2003, za Władimirem Jepiszynem, wspólnie z m.in. Władysławem Niewiedniczym),
- dz. II m. w Eforie (2003, za Constantinem Lupulescu),
- dz. II m. w La Fere (2004, za Wadymem Małachatko, wspólnie z m.in. Aleksandrem Karpaczewem i Feliksem Lewinem),
- I m. w Guingampie (2008).

Najwyższy ranking w karierze osiągnął 1 lipca 1995 r., z wynikiem 2535 punktów zajmował wówczas 2. miejsce (za Constantinem Ionescu) wśród rumuńskich szachistów.